# Avalon (speleologie)
Speleoclub Avalon vzw is een Vlaamse speleologie-club uit de regio Antwerpen en is aangesloten bij het Verbond van Vlaamse speleologen. De hoofdzetel bevindt zich in de gemeente Edegem. De groep is een van de meest professionele van het land en is gespecialiseerd in het zoeken naar en vrijmaken van nieuwe grotten, en heeft in België sinds 1988 al meer dan 35 nieuwe grotten ontdekt en geëxploreerd, die in totaal meer dan 17 km aan galerijen beslaan. Sommige van deze grotten behoren tot de grootste en mooiste van het land; twee ervan (Grotte des Emotions en Grotte du Bois de Waerimont) zijn door het Waals Gewest onder een officieel beschermingsstatuut geplaatst.
Haast elk weekend zoekt de groep in België naar nieuwe grotten, waarbij deze ook in kaart worden gebracht. Sedert 1997 is de club ook zeer actief in de Spaanse Pyreneeën waar ze meerdere weken per jaar exploreert op het Massief van Pierre-Saint-Martin, een van de belangrijkste karstmassieven ter wereld. De club werkt hier in het Systeem van Anialarra, een grottencomplex dat intussen 40 km lang is en 850 m diep en 8 verschillende ingangen telt. Wegens de grote afstanden die ondergronds moeten worden afgelegd, gebeuren deze exploraties tijdens vierdaagse tochten, met ondergrondse bivaks. Het Systeem van Anialarra heeft het potentieel om de grootste grot van Frankrijk te worden. Een verbinding met het zeer nabij gelegen Complexe Pierre-Saint-Martin - Gouffre des Partages zou de totale lengte op minstens 120 km brengen.
De club kwam in het nieuws toen een van de hoofdleden, Annette Van Houtte in de problemen kwam tijdens het exploreren van een nieuw gedeelte in dit grotsysteem in het begin van augustus 2007. Hoewel ze tot een van de meest ervaren speleologen van het land behoort (ze is o.m. opgeleid tot speleologisch reddingswerker), brak ze haar voet doordat er totaal onverwacht een zwaar rotsblok op viel, waardoor ze onmogelijk verder kon. Vooral de diepte en de moeilijkheid van het traject maakten de reddingsactie niet gemakkelijk: een 80-koppig reddingsteam van Franse en Spaanse speleologen was nodig om Annette veilig boven de grond te helpen.